# France Arhar
France Arhar (ur. 24 kwietnia 1948 w Lublanie) – słoweński prawnik, w latach 1991–2001 prezes Banku Słowenii, kandydat w wyborach prezydenckich.

## Życiorys
Z wykształcenia prawnik, absolwent Uniwersytetu Lublańskiego z 1971. Na tej samej uczelni uzyskiwał magisterium (1976) i doktorat (1983). Został nauczycielem akademickim na macierzystym uniwersytecie, dochodząc do stanowiska docenta. Od 1971 był zawodowo związany z bankiem centralnym Socjalistycznej Republiki Słowenii, gdzie pełnił funkcje dyrektorskie. Od 1988 był dyrektorem w banku LHB we Frankfurcie nad Menem. Po uzyskaniu przez Słowenię niepodległości został pierwszym prezesem Banku Słowenii. Zarządzał tym bankiem centralnym w latach 1991–2001.
W 2002 kandydował w wyborach prezydenckich. W pierwszej turze głosowania otrzymał 7,6% głosów, zajmując 4. miejsce wśród 9 kandydatów. W 2006 bez powodzenia ubiegał się o stanowisko burmistrza Lublany.
Od 2001 zarządzał przedsiębiorstwem ubezpieczeniowym Vzajemna, a w latach 2003–2012 bankiem Bank Austria Creditanstalt Slovenija (włączonego w tym czasie w skład grupy UniCredit). Od czerwca 2013 do kwietnia 2014 pełnił funkcję przewodniczącego rady nadzorczej grupy bankowej i finansowej NLB. Był też dyrektorem słoweńskiego związku banków.